# Liste der olympischen Medaillengewinner aus Tansania
Das Tanzania Olympic Committee wurde 1968 vom Internationalen Olympischen Komitee aufgenommen.

## Medaillenbilanz
Bislang konnten zwei Sportler aus Tansania zwei olympische Medaillen erringen (2 × Silber).
| Tansania bei den Olympischen Sommerspielen                                     | Tansania bei den Olympischen Sommerspielen | Tansania bei den Olympischen Sommerspielen | Tansania bei den Olympischen Sommerspielen | Tansania bei den Olympischen Sommerspielen | Tansania bei den Olympischen Sommerspielen |      | Tansania bei den Olympischen Winterspielen | Tansania bei den Olympischen Winterspielen | Tansania bei den Olympischen Winterspielen | Tansania bei den Olympischen Winterspielen | Tansania bei den Olympischen Winterspielen | Tansania bei den Olympischen Winterspielen |
| Jahr                                                                           | Gold                                       | Silber                                     | Bronze                                     | Gesamt                                     | Rang                                       | Jahr | Gold                                       | Silber                                     | Bronze                                     | Gesamt                                     | Rang                                       |                                            |
| 1964                                                                           | 0                                          | 0                                          | 0                                          | 0                                          |                                            |      | 1964                                       | –                                          | –                                          | –                                          | –                                          | –                                          |
| 1968                                                                           | 0                                          | 0                                          | 0                                          | 0                                          |                                            |      | 1968                                       | –                                          | –                                          | –                                          | –                                          | –                                          |
| 1972                                                                           | 0                                          | 0                                          | 0                                          | 0                                          |                                            |      | 1972                                       | –                                          | –                                          | –                                          | –                                          | –                                          |
| 1980                                                                           | 0                                          | 2                                          | 0                                          | 2                                          | 28                                         |      | 1980                                       | –                                          | –                                          | –                                          | –                                          | –                                          |
| 1984                                                                           | 0                                          | 0                                          | 0                                          | 0                                          |                                            |      | 1984                                       | –                                          | –                                          | –                                          | –                                          | –                                          |
| 1988                                                                           | 0                                          | 0                                          | 0                                          | 0                                          |                                            |      | 1988                                       | –                                          | –                                          | –                                          | –                                          | –                                          |
| 1992                                                                           | 0                                          | 0                                          | 0                                          | 0                                          |                                            |      | 1992                                       | –                                          | –                                          | –                                          | –                                          | –                                          |
| 1996                                                                           | 0                                          | 0                                          | 0                                          | 0                                          |                                            |      | 1994                                       | –                                          | –                                          | –                                          | –                                          | –                                          |
| 2000                                                                           | 0                                          | 0                                          | 0                                          | 0                                          |                                            |      | 1998                                       | –                                          | –                                          | –                                          | –                                          | –                                          |
| 2004                                                                           | 0                                          | 0                                          | 0                                          | 0                                          |                                            |      | 2002                                       | –                                          | –                                          | –                                          | –                                          | –                                          |
| 2008                                                                           | 0                                          | 0                                          | 0                                          | 0                                          |                                            |      | 2006                                       | –                                          | –                                          | –                                          | –                                          | –                                          |
| 2012                                                                           | 0                                          | 0                                          | 0                                          | 0                                          |                                            |      | 2010                                       | –                                          | –                                          | –                                          | –                                          | –                                          |
| 2016                                                                           | 0                                          | 0                                          | 0                                          | 0                                          |                                            |      | 2014                                       | –                                          | –                                          | –                                          | –                                          | –                                          |
| 2020                                                                           | 0                                          | 0                                          | 0                                          | 0                                          |                                            |      | 2018                                       | –                                          | –                                          | –                                          | –                                          | –                                          |
| 2024                                                                           | 0                                          | 0                                          | 0                                          | 0                                          |                                            |      | 2022                                       | –                                          | –                                          | –                                          | –                                          | –                                          |
| Gesamt                                                                         | 0                                          | 2                                          | 0                                          | 2                                          |                                            |      | Gesamt                                     | 0                                          | 0                                          | 0                                          | 0                                          |                                            |
| \| \| Gold \| Silber \| Bronze \| Gesamt \| \| Ges. S+W \| 0 \| 2 \| 0 \| 2 \| |                                            |                                            |                                            |                                            |                                            |      |                                            |                                            |                                            |                                            |                                            |                                            |
|                                                                                | Gold                                       | Silber                                     | Bronze                                     | Gesamt                                     |                                            |      |                                            |                                            |                                            |                                            |                                            |                                            |
| Ges. S+W                                                                       | 0                                          | 2                                          | 0                                          | 2                                          |                                            |      |                                            |                                            |                                            |                                            |                                            |                                            |

## Medaillengewinner
| Name             | Sportart       | Jahr / Disziplin                         | Gold | Silber | Bronze | Gesamt |
| ---------------- | -------------- | ---------------------------------------- | ---- | ------ | ------ | ------ |
| Filbert Bayi     | Leichtathletik | 1980 in Moskau: 3000 m Hindernis, Männer | 0    | 1      | 0      | 1      |
| Suleiman Nyambui | Leichtathletik | 1980 in Moskau: 5000 m, Männer           | 0    | 1      | 0      | 1      |